# Сёсамбецу
Сёсамбецу (яп. 初山別村 Сёсамбэцу-мура) — село в Японии, находящееся в уезде Томамаэ округа Румои губернаторства Хоккайдо. Площадь села составляет 280,04 км², население — 1310 человек (30 июня 2014), плотность населения — 4,68 чел./км².

## Географическое положение
Село расположено на острове Хоккайдо в губернаторстве Хоккайдо. С ним граничат посёлки Хаборо, Эмбецу.

## Население
Население села составляет 1310 человек (30 июня 2014), а плотность — 4,68 чел./км². Изменение численности населения с 1980 по 2005 годы:
| 1980 | 2444 чел. |  |
| 1985 | 2237 чел. |  |
| 1990 | 2057 чел. |  |
| 1995 | 1928 чел. |  |
| 2000 | 1764 чел. |  |
| 2005 | 1511 чел. |  |